# Chặng đua GP Bỉ 2021
Chặng đua GP Bỉ 2021 (tên chính thức Formula 1 Rolex Belgian Grand Prix 2021) là chặng đua thứ 12 của Giải đua xe Công thức 1 2021. Chặng đua diễn ra từ ngày 27 tháng 08 đến ngày 29 tháng 08 năm 2021 ở trường đua Spa Francorchamps, Bỉ. Người chiến thắng là tay đua Max Verstappen của đội đua Red Bull Racing.

## Diễn biến chính
Do trời đổ mưa to nên cuộc đua chính đã bị kết thúc sớm sau khoảng 4 tiếng chờ đợi. Do các tay đua có chạy vài vòng sau xe an toàn nên Ban tổ chức vẫn tính kết quả của cuộc đua. Max Verstappen được tính là người chiến thắng. Tay đua George Russell có lần đầu tiên lên bục podium.
Trên BXH tổng, Lewis Hamilton vẫn dẫn đầu với 202.5 điểm.

## Kết quả
| Stt                   | Số xe | Tay đua            | Đội đua                   | Lap | Kết quả  | Xuất phát | Điểm |
| --------------------- | ----- | ------------------ | ------------------------- | --- | -------- | --------- | ---- |
| 1                     | 33    | Max Verstappen     | Red Bull Racing-Honda     | 1   | 3:27.071 | 1         | 12.5 |
| 2                     | 63    | George Russell     | Williams-Mercedes         | 1   | +1.995   | 2         | 9    |
| 3                     | 44    | Lewis Hamilton     | Mercedes                  | 1   | +2.601   | 3         | 7.5  |
| 4                     | 3     | Daniel Ricciardo   | McLaren-Mercedes          | 1   | +4.496   | 4         | 6    |
| 5                     | 5     | Sebastian Vettel   | Aston Martin-Mercedes     | 1   | +7.479   | 5         | 5    |
| 6                     | 10    | Pierre Gasly       | AlphaTauri-Honda          | 1   | +10.177  | 6         | 4    |
| 7                     | 31    | Esteban Ocon       | Alpine-Renault            | 1   | +11.579  | 8         | 3    |
| 8                     | 16    | Charles Leclerc    | Ferrari                   | 1   | +12.608  | 9         | 2    |
| 9                     | 6     | Nicholas Latifi    | Williams-Mercedes         | 1   | +15.485  | 10        | 1    |
| 10                    | 55    | Carlos Sainz Jr.   | Ferrari                   | 1   | +16.166  | 11        | 0.5  |
| 11                    | 14    | Fernando Alonso    | Alpine-Renault            | 1   | +20.590  | 12        |      |
| 12                    | 77    | Valtteri Bottas    | Mercedes                  | 1   | +22.414  | 13        |      |
| 13                    | 99    | Antonio Giovinazzi | Alfa Romeo Racing-Ferrari | 1   | +24.163  | 14        |      |
| 14                    | 4     | Lando Norris       | McLaren-Mercedes          | 1   | +27.110  | 15        |      |
| 15                    | 22    | Yuki Tsunoda       | AlphaTauri-Honda          | 1   | +28.329  | 16        |      |
| 16                    | 47    | Mick Schumacher    | Haas-Ferrari              | 1   | +29.507  | 17        |      |
| 17                    | 9     | Nikita Mazepin     | Haas-Ferrari              | 1   | +31.993  | 18        |      |
| 18                    | 7     | Kimi Räikkönen     | Alfa Romeo Racing-Ferrari | 1   | +36.054  | PL        |      |
| 19                    | 11    | Sergio Pérez       | Red Bull Racing-Honda     | 1   | +38.205  | —         |      |
| 20                    | 18    | Lance Stroll       | Aston Martin-Mercedes     | 1   | +44.108  | 19        |      |
| Fastest lap: Không có |       |                    |                           |     |          |           |      |
| Nguồn:                |       |                    |                           |     |          |           |      |

Chú thích: Do không hoàn thành 70% số vòng đua nên các tay đua chỉ được thưởng nửa số điểm so với bình thường.

## Bảng xếp hạng sau chặng đua
|           | Stt | Tay đua         | Điểm  |
| --------- | --- | --------------- | ----- |
| Unchanged | 1   | Lewis Hamilton  | 202.5 |
| Unchanged | 2   | Max Verstappen  | 199.5 |
| Unchanged | 3   | Lando Norris    | 113   |
| Unchanged | 4   | Valtteri Bottas | 108   |
| Unchanged | 5   | Sergio Pérez    | 104   |
| Nguồn:    |     |                 |       |

|           | Stt | Đội đua               | Điểm  |
| --------- | --- | --------------------- | ----- |
| Unchanged | 1   | Mercedes              | 310.5 |
| Unchanged | 2   | Red Bull Racing-Honda | 303.5 |
| 1         | 3   | McLaren-Mercedes      | 169   |
| 1         | 4   | Ferrari               | 165.5 |
| Unchanged | 5   | Alpine-Renault        | 80    |
| Nguồn:    |     |                       |       |